# Buckhannon (West Virginia)
Buckhannon ist eine City des US-amerikanischen Bundesstaates West Virginia und der Verwaltungssitz des Upshur County. Das U.S. Census Bureau hat bei der Volkszählung 2020 eine Einwohnerzahl von 5186 ermittelt.

## Geschichte
Die Stadt Buckhannon wurde am 15. Januar 1816 gegründet und nach dem Buckhannon River benannt. Einige Berichte besagen, dass beide nach Buckongahelas (gestorben 1805) benannt sind, einem Indianerhäuptling und Verbündeten der Briten während des Amerikanischen Unabhängigkeitskriegs; andere, dass sie nach John Buchannon benannt sind, einem Missionar, der in den 1780er Jahren in der Gegend aktiv war. Die Stadt wurde 1852 von der Generalversammlung von Virginia gechartert und blieb bis zur Abspaltung von West Virginia am 20. Juni 1863 während des Amerikanischen Bürgerkriegs Teil des Commonwealth of Virginia. Aufgrund seiner zentralen geographischen Lage wurde Buckhannon lange Zeit als möglicher Standort für die Hauptstadt des neuen Bundesstaates West Virginia angesehen. Im Jahr 1866 verabschiedete die Legislative einen Gesetzesentwurf, der Buckhannon als Hauptstadt vorsah, aber die Behörden entschieden, dass der Fluss nicht breit genug war, um den gewünschten Handel zu beherbergen, und entschied sich schließlich für Charleston als Hauptstadt.
Das erste Gerichtsgebäude wurde im Jahr 1854 gebaut. Es erfüllte mehrere Funktionen, unter anderem als Opernhaus und Rathaus. Elektrizität wurde 1891 installiert, um Öllampen zu ersetzen, aber das Gebäude erlitt in den ersten sechs Monaten des elektrischen Betriebs Brandschäden und wurde schließlich 1898 abgerissen. An seiner Stelle wurde 1899 mit dem Bau eines Gerichtsgebäudes im klassizistischen Stil begonnen, das vom Charlestoner Architekten Harrison Albright entworfen und 1901 fertiggestellt wurde. Ein Anbau im gleichen Stil wurde 1995 hinzugefügt. Im Eckstein des Hauptgebäudes befindet sich eine Zeitkapsel, gefüllt mit Artefakten aus der Zeit der Jahrhundertwende.

## Demografie
Nach einer Schätzung von 2019 leben in Buckhannon 5394 Menschen. Die Bevölkerung teilt sich im selben Jahr auf in 89,8 % Weiße, 8,0 % Afroamerikaner, 0,3 % amerikanische Ureinwohner, 0,5 % Asiaten und 0,9 % mit zwei oder mehr Ethnizitäten. Hispanics oder Latinos aller Ethnien machten 2,1 % der Bevölkerung aus. Das mittlere Haushaltseinkommen lag bei 39.709 US-Dollar und die Armutsquote bei 23,0 %.

## Bildung
Das West Virginia Wesleyan College, eine private Hochschule, befindet sich in der Stadt.

## Söhne und Töchter der Stadt
- John George Jackson (1777–1825), Jurist und Politiker
- Edward G. Rohrbough (1874–1956), Politiker
- Leon Levinstein (1910–1988), Fotograf